# 西班牙電信
西班牙電信股份公司（Telefónica, S.A.）是西班牙的一家电信公司。这是全球第五大的固网和移动通讯运营商，主要提供歐洲及拉丁美洲地區固話及行動通訊服務，項目包含行動語音、加值型服務、行動數據及網路、漫遊、固定式無線服務、中繼、傳呼業務等，客户总数(包括O2 plc.、Movistar及Manx Telecom)在全球排名第五。

## 历史
成立于1924年，總部位於西班牙馬德里。在1997年电信市场自由化之前，是西班牙唯一的电信运营商，至今仍占据主要的市场佔有率(2004年超过75%)。
于2012年一度持有中国联通9.57%股權，后降至5.01%。
2005年7月28日，西班牙電信以177億英鎊(約315億美元)現金收購英國獨立移動通信公司O2。
2010年7月29日，西班牙電信以75億歐元(約98億美元)現金向葡萄牙電信收購合資公Brasilcel該合資公司持有巴西最大移動運營商Vivo六成股份。
2013年7月23日西班牙電信以50億歐元（66億美元）現金和合併後新公司的20.5%股份，總值85.5億歐元(114.6億美元)收購荷蘭皇家電信旗下E-Plus。
2014年8月28日西班牙電信以46.6億歐元(約合60億美元)現金，以及其巴西Telefonica Brasil的12%股份，合共74.5億歐元(98.4億美元)收購威望迪旗下巴西網際網路服務公司GVT。交易完成後，GVT将被并入Telefonica Brasil，合并后的公司将成为巴西最大的移动和宽带网络运营商，作为此项交易的一部分，西班牙电信还将把所持意大利电信公司的8.3%股份出售给维旺迪。
2015年3月25日，李嘉诚旗下和记黄埔（013）同意以92.5亿英镑收购西班牙电信公司Telefonica SA在英国的无线运营商O2。公告称，收购现金代价于交易完成时支付，并须在3英国与O2英国合并业务的累积现金流达到了一个协定的水平后，再额外支付总额最高 10 亿英镑的递延利润分成，和黄指，收购的资金将以与英国汇丰银行订立的60亿英镑过渡贷款及集团之现金资源支付，预计收购于完成后成为英国第一大的流动电讯营运商，综合客户人数接近3,300万名。
2017年2月22日西班牙电信以12.75亿欧元（13．5亿美元）出售旗下子公司Telxius40％股权给私募股权公司KKR。
2020年5月自由全球旗下維珍媒體將與西班牙電信旗下的英國行動電信業者O2合併，兩家公司將以50:50的比例合併。預計將於2021年中完成。
2021年1月13日西班牙电信出售欧洲和拉丁美洲的铁塔资产 --Telxius Towers 出售给 American Tower。，Telxius 目前在德国、西班牙、巴西、智利、秘鲁和阿根廷拥有约 30722 座铁塔，其中 75% 位于欧洲，25% 位于拉丁美洲。交易完成后，American Tower将拥有Telxius公司50.01%的股份。